# Fibra de cristal fotónico

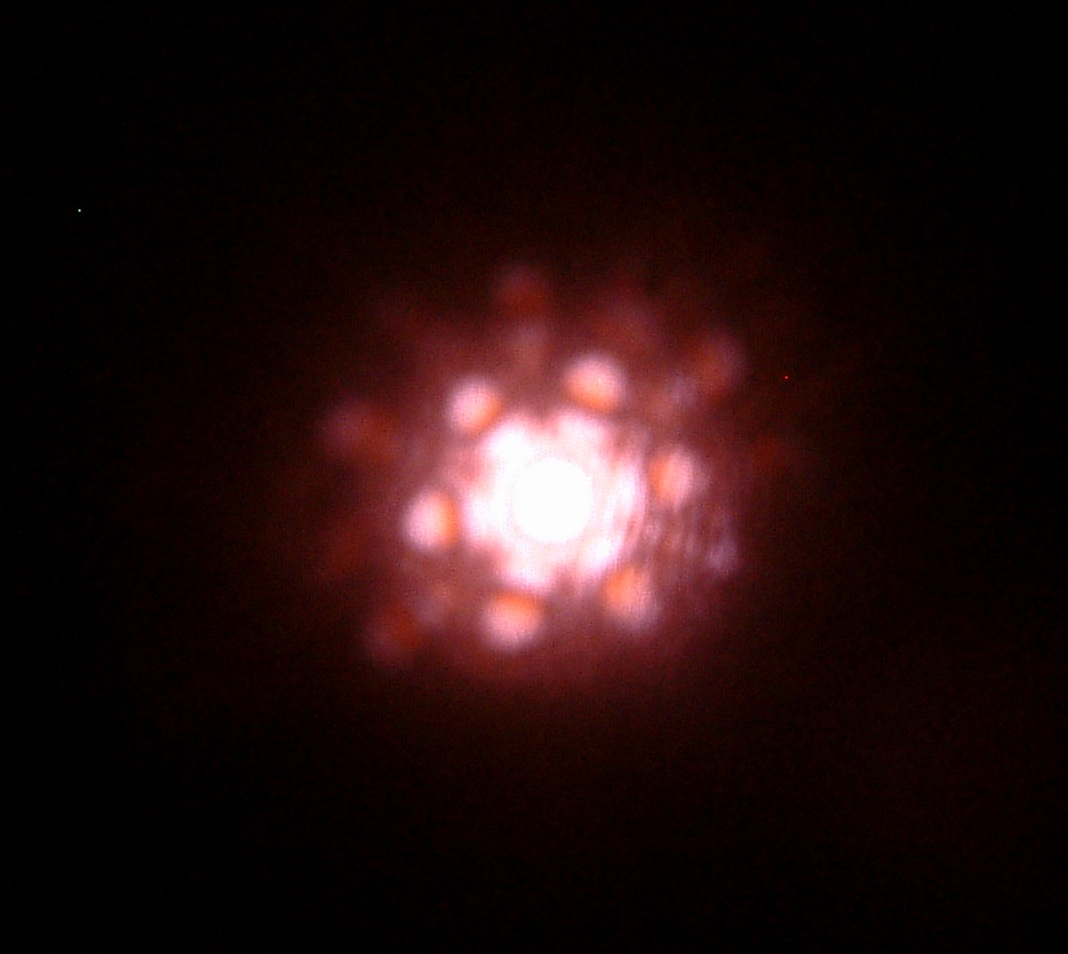
La luz emergiendo de la fibra

Las fibras de cristal fotónico son una nueva clase de fibras ópticas basadas en las propiedades del cristal fotónico.
Son consideradas como una clase más general de fibras ópticas microestructuradas, donde la luz es guiada por modificaciones estructurales y no solo por diferencias de índices refractarios.
Debido a que pueden guiar luz en núcleos huecos, lo cual no es posible en la fibra óptica convencional, la fibra de cristal fotónico puede ser utilizada en aplicaciones de comunicaciones a través de fibra óptica, láseres de fibra óptica, transmisiones de alta potencia y muchas otras áreas.
Mientras que en la tradicional fibra de vidrio sólido la velocidad de desplazamiento de la luz es de 200 000 km/s, en la de núcleo hueco, donde se desplaza a través del aire, alcanza el límite de 300 000 km/s, reduciendo así la latencia en las comunicaciones.
El término "fibra de cristal fotónico" fue asignado por Philip Russel en 1995-1997 aunque también se han usado otros términos como "fibra microestructurada". (La nomenclatura en este campo no es todavía del todo consistente).

## Descripción
Las fibras ópticas han evolucionado en muchas formas desde las pruebas que supusieron su amplia introducción en los años 70 como fibras convencionales y, también, de material único donde la propagación fue definida con una estructura de revestimiento. 				
En general, las fibras de estructura regular, tales como las fibras de cristal fotónico, tienen una sección cruzada (normalmente uniforme con la longitud de la fibra) microestructurada de uno, dos o más materiales, más comúnmente organizados periódicamente por encima de la sección cruzada, usualmente como un revestimiento alrededor de un núcleo (o varios núcleos) donde la luz está confinada. Por ejemplo, las primeras fibras probadas por Russell consistían en un enrejado hexagonal de agujeros de aire en una fibra de sílice con un núcleo sólido (1996) o hueco (1998) en el centro donde la luz es guiada. Otras organizaciones incluyen anillos concéntricos de dos o más materiales, originalmente propuestos como "fibras Bragg" por Yeh y Yariv (1978), una variante de las que han sdo recientemente fabricadas por Temelkuran (2002) y otros.
La menor atenuación registrada en una fibra de cristal fotónico con núcleo sólido es de 0,37 dB/km, y en el caso del núcleo hueco es de 0,1419 dB/km en fibras de sílice a una longitud de onda de 1560 nm., alcanzado en 2018.
Las fibras de cristal fotónico son fibras de sílice o polímeros transparentes que tienen un núcleo central (a veces hueco) rodeado de una estructura periódica de agujeros rellenos de aire.
Los cristales fotónicos poseen una modulación periódica del índice de refracción, siendo su periodo del orden de la longitud de onda del campo electromagnético en el rango óptico. Debido a esto, los fotones se comportan en su interior, igual que lo hacen los electrones en un semiconductor.
La propiedad más importante de estos cristales es que pueden presentar rangos de frecuencia en los que la propagación de la radiación electromagnética no está permitida.

## Construcción
La mayor parte de la fibra de cristal fotónico ha sido fabricada en sílice, pero otros materiales han sido también usados para obtener propiedades ópticas particulares (como la alta no linealidad).
Generalmente, este tipo de fibras es construido usando los mismos métodos que otras fibras ópticas: primero se construye una "preforma" en escala de centímetros de tamaño y entonces se calienta dicha preforma y se reduce a un diámetro mucho menor (algunas veces con el mismo diámetro de un cabello humano) reduciendo la sección cruzada de la preforma pero manteniendo las mismas capacidades. De esta forma, kilómetros de fibra pueden ser producidas desde una sola preforma.
El método más común es apilamiento, aunque la perforación o fresado fue usado para producir los primeros diseños aperiódicos. Esto formó la base posteriormente utilizada para producir el primer vidrio blando y fibras de estructura polimérica.
La mayor parte de las fibras de cristal fotónico han sido fabricado en vidrio de sílice, pero otros vidrios han sido utilizados también para obtener algunas propiedades ópticas particulares (como la alta no-linearidad óptica).
También hay un interés creciente en hacerlas poliméricas, donde una amplia variedad de estructuras han sido exploradas, incluyendo estructuras de índice gradual, fibras de estructura anillada y fibras de núcleo hueco.
Estas fibras de material polimérico han sido nombradas MPOF, cortas para fibras ópticas polímericas microestructuradas. (van Eijekelenbord, 2001). Una combinación de polímero y vidrio calcogenuro fue usado por Temelkuran (2002) para ondas con una longitud de 10.6 µm (donde el sílice no es transparente).

## Modos operativos
La fibra de cristal fotónico puede dividirse en dos modos operativos, sobre la base de su mecanismo de confinamiento. Los que tienen un núcleo sólido, o un núcleo con un índice promedio más alto que el revestimiento microestructurado, pueden operar en el mismo principio de guiado de medios que la fibra óptica convencional, aunque, pueden tener un efectivo mucho más alto, contraste de índice refractario entre el núcleo y el revestimiento, y por lo tanto pueden tener un confinamiento mucho más fuerte para aplicaciones en dispositivos ópticos no lineales, por ejemplo.
Alternativamente, se puede crear una fibra "fotónica de banda prohibida", en la cual la luz es confinada en una banda fotónica prohibida creada por el revestimiento microestructurado, como la banda prohibida, que correctamente diseñada, puede confinar la luz en un núcleo de bajo índice e incluso un núcleo hueco. Las fibras con banda prohibida y núcleos huecos pueden evitar potencialmente los límites impuestos por los materiales disponibles, por ejemplo para crear fibras que guíen la luz en longitudes de onda para las cuales los materiales transparentes no están disponibles (porque la luz está primariamente en el aire, no en los materiales sólidos). Otra ventaja potencial es que un núcleo huevo es aquel que dinámicamente presenta materiales dentro del núcleo, como un gas que es analizado para la presencia de otras sustancias.
La PCF puede ser modificada también recubriendo los huecos con sol-gel de material con índice similar o diferente para mejorar la transmisión de luz.

## Historia
El término "fibra de cristal fotónico" fue acuñado por Philip Russell en 1995-1997 (aunque asegura que la idea data de trabajos no publicados de 1991).